# Voith Revita Twin 1700 CC
Die Voith Revita Twin 1700 CC ist eine von Voith Turbo Lokomotivtechnik in Kiel auf Basis einer KHD DG 2000 CCM gebaute dieselhydraulische Lokomotive.

## Geschichte
Die Grundlage für die Voith Revita Twin 1700 CC stellt eine 1963 gebaute Diesellokomotive von Klöckner-Humboldt-Deutz dar. Die Maschine des Typs DG 2000 CCM war als 2000 91 CELLE bis zum Jahr 2000 für die Osthannoverschen Eisenbahnen im Einsatz. Die Aufbauten der Lokomotive wurden im November 2004 in Celle verschrottet; Rahmen, Getriebe und Drehgestelle wurden 2005 an einen Händler verkauft und nach Gießen überführt. Im Mai 2007 folgte die Überführung an Voith in Kiel, wo die Umbauarbeiten begannen. 2008 war der neue Aufbau fertiggestellt, 2009 folgten Testfahrten auf der Kieler Teststrecke von Voith. Die Inbetriebnahme der Voith Revita ist auf den 7. Juli 2011 datiert. Die orange lackierte Lokomotive befindet sich im Besitz der Vermietungsgesellschaft Northrail und wurde bisher unter anderem an CFL Cargo Deutschland und die Bahnen der Stadt Monheim vermietet.

## Technik
Bis auf Rahmen, Getriebe und Drehgestelle, die aus der DG 2000 CCM übernommen worden waren, besteht die Voith Revita aus Neubauteilen und Neukonstruktionen. Angetrieben wird die Lokomotive nun von zwei Dieselmotoren von Caterpillar. Die Voith Revita ist nach EBO zugelassen und kann Strecken bis zur Streckenklasse B2 befahren. An den Stirnseiten befinden sich Energieverzehrpuffer sowie Aufstiege zur besseren Erreichbarkeit des nun klimatisierten und schallisolierten Führerstands. Die Voith Revita verfügt des Weiteren über eine Elektropneumatische Bremse, Schleuderschutz von Knorr, Spurkranzschmierung, Funkfernsteuerung, eine mit Zugfunk und GSM-R kompatible Funkanlage des Typs Mesa 23 und das Zugbeeinflussungssystem PZB 90.